# Wolfgang Haack
Wolfgang Siegfried Haack (Ghota, 24 de abril de 1902 — Berlim, 28 de novembro de 1994) foi um matemático e aerodinamicista alemão.

## Obras
- Elementare Differentialgeometrie. Basileia e Stuttgart: Birkhäuser, 1955.